# Satyrus ferula
Satyrus ferula là một loài bướm ngày thuộc họ Nymphalidae. Nó được tìm thấy ở Nam Âu, Maroc, Tiểu Á, Iran, Kazakhstan, Trung Á, Transbaikal, West Trung Quốc và Himalaya.
Chiều dài cánh trước là 25 to 30 mm.
Ấu trùng được ghi nhận ăn nhiều loại cỏ, bao gồm Stipa, Festuca và Deschampsia caespitosa. (Higgins, Riley, 1982)